# メトロポリタンプラザ
メトロポリタンプラザ（METROPOLITAN PLAZA）は、東京都豊島区の池袋駅西口にある複合ショッピングビル。建物としての正式名称は「メトロポリタンプラザビル」。

## 概要
芝浦工業大学高等学校跡地の再開発によって建設された地上22階、地下4階建ての建物で、地下1階～10階のショッピングセンター部分が「ルミネ池袋」（旧:メトロポリタンプラザ）と「東武プラザ館」になって、11階以上のオフィスタワーからなる。地下1階及び、3～7階で東武百貨店と直結している。東武プラザ館を含めないルミネ池袋だけの売り場面積は19,608m2である。
1992年6月に、東武百貨店の増床と共に「メトロポリタンプラザ」として開業。2010年4月から、地下1階～10階のファッションフロアが「ルミネ池袋」に改称している。
女性ファッションやコスメの流行発信基地といわれており、B1Fから6Fは、主に若い女性向けのファッションフロアで構成されている。レストラン街や映画館、レンタル会議室などもある。11階〜21階はオフィス棟になっている。

## 運営会社
1992年6月の「メトロポリタンプラザ」開業時には、池袋ターミナルビル株式会社（旧:池袋ターミナルホテル株式会社）が運営会社であった。2004年4月に、池袋ターミナルビル株式会社（後:株式会社ホテルメトロポリタン、現:日本ホテル株式会社）が会社分割を行い、新設の（新）池袋ターミナルビル株式会社に運営が移った。
2010年4月1日に、ショッピングセンター部分の運営会社をJR東日本グループの株式会社ルミネに移管（池袋ターミナルビル株式会社から吸収分割）し、ショッピングセンターが「ルミネ池袋」に改名された。
メトロポリタンプラザ全体の管理運営も株式会社JR東日本ビルディングに継承される（池袋ターミナルビル株式会社を吸収合併）。

## フロア構成

### ファッションフロア
B1F～6Fの殆どは若い女性向けの様々なファッションや雑貨、ブランド店で占められている。

### レストラン街・映画館（7F～8F）
7F～8Fは和・洋・中やエスニック、カフェなど24店舗が集まるレストラン街（他のフロアーのカフェも含めれば27店舗になる）と映画館「シネリーブル池袋」などがある。

### レストラン街・サービスフロア（8F～10F）
- 9F 眼科
- 10F 美容室TAYA、エステティックサロンソシエ、それ以外に内科、皮膚科、歯科などのクリニックがある。

### オフィスタワー
11階～21階はオフィスで構成されている。12階にはレンタル会議室（池袋ステーションコンファレンスRoom1～Room4）が4室設置されている。

### メトロポリタン口

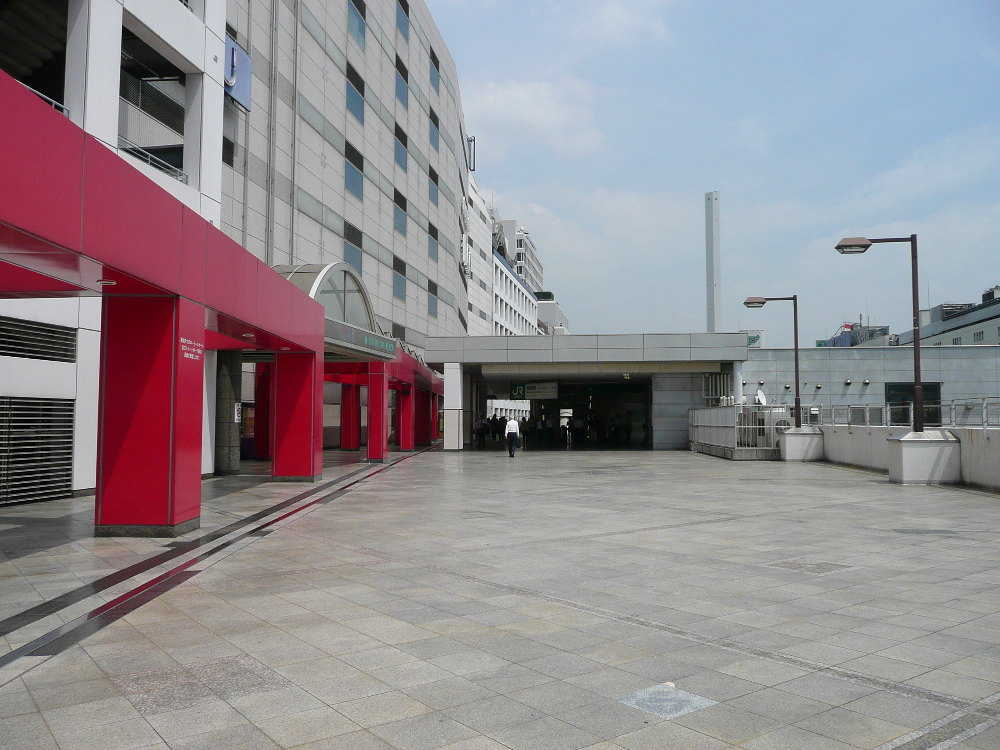
池袋駅メトロポリタン口

エスカレーターや階段で地上と地下を昇降できる広場は、メトロポリタン口と呼ばれ、待ち合わせのメッカになっている。地下部分には、噴水があったが、現在は撤去されている。東武百貨店食品街、東京メトロ有楽町線改札口、Esola池袋へも直結している。

### 駐車場
地下3階～地下4階は、駐車場「プラザ駐車場」となっている。

## 沿革
- 1992年6月10日 - 旧:池袋ターミナルビル株式会社が、メトロポリタンプラザを開業[1]。
- 2004年4月 - 会社分割により、メトロポリタンプラザを運営する「プラザ事業本部」が分離され、新:池袋ターミナルビル株式会社を新設。（旧:池袋ターミナルビル株式会社は、株式会社ホテルメトロポリタン（現:日本ホテル株式会社）に商号変更）。
- 2010年4月 - 新:池袋ターミナルビル株式会社のショッピングセンター運営事業を株式会社ルミネに吸収分割で継承。メトロポリタンプラザショッピングセンターを「ルミネ池袋」に改称、池袋ターミナルビル株式会社本体は株式会社JR東日本ビルディングに吸収合併されてメトロポリタンプラザ全体の管理運営を継承。